# Lavrinhas
Lavrinhas este un oraș în São Paulo (SP), Brazilia.